# Frank Lupo
Frank Lupo (New York, 11 gennaio 1955 – Lady Lake, 18 febbraio 2021) è stato uno sceneggiatore e produttore televisivo statunitense.

## Carriera
Tra le sue opere figurano A-Team, Riptide, Hunter e Ralph supermaxieroe.
Ha inoltre collaborato alla produzione delle serie televisive Walker Texas Ranger e Renegade.
È morto nel 2021 in Florida all'età di 66 anni.

## Filmografia parziale
- A-Team
- Riptide
- Hunter
- Ralph supermaxieroe
- Walker Texas Ranger
- Renegade